# Фаура, Оскар
Оскар Фаура (исп. Óscar Faura; род. 1975, Барселона) — испанский кинооператор. Известен по фильмам «Приют», «Невозможное» и «Игра в имитацию».

## Биография
Родился в 1975 году в Барселоне. С 1999 года начал работать кинооператором. Первым успехом стал фильм «Приют» режиссёра Хуана Антонио Байоны, за операторскую работу в котором он был номинирован на премию Европейской киноакадемии лучшему оператору. Работал оператором во второй бригаде на съёмках фильмов «Машинист» и «Агора». В 2015 году был номинирован на премию Американского общества кинооператоров за операторскую работу в фильме «Игра в имитацию». Лауреат премии «Гойя» за операторскую работу в фильме «Голос монстра».

## Избранная фильмография
- 2018 — Мир юрского периода 2 / Jurassic World: Fallen Kingdom (реж. Хуан Антонио Байона)
- 2016 — Голос монстра / A Monster Calls (реж. Хуан Антонио Байона)
- 2014 — Игра в имитацию / The Imitation Game (реж. Мортен Тильдум)
- 2012 — Невозможное / Lo imposible (реж. Хуан Антонио Байона)
- 2012 — Тело / El cuerpo (реж. Ориоль Паоло)
- 2010 — Прозрение / Los ojos de Julia (реж. Гильем Моралес)
- 2009 — Очень испанское кино / Spanish Movie (реж. Хавьер Руис Кальдера)
- 2007 — Приют / El Orfanato (реж. Хуан Антонио Байона)